# حلقه‌زایی برادشر
حلقه‌زایی برادشر(به انگلیسی: Bradsher cycloaddition) گونه‌ای از واکنش دیلز-آلدر است که با واکنش افزایشی [۴+۲] یک دی‌ان‌دوست با یک کاتیون آروماتیک مانند آکرودیزینیوم یا ایزوکوئینولین همراه است.
این واکنش نخستین بار در سال ۱۹۵۸ میلادی توسط سی. کی. برادشر و تی. دبلیو. جی. سولومونز کشف و توصیف شد.